# Lucas Casali de Nicosia
Lucas Casali de Nicosia (Nicosia, s. IX - Agira, 800), fue un abad italiano del siglo IX, que es venerado como santo por la Iglesia católica. Su memoria se celebra el 2 de marzo.

## Hagiografía
Lucas nació probablemente en la localidad de Nicosia, en Sicilia, entonces provincia bizantina, en el siglo IX. Esto se puede concluir porque se afiirma que Lucas vivió en la época previa a la dominación musulmán de Sicilia, en el siglo X. Esta información proviene de la "Vita" escrita por un monje de nombre Bono, pero que se perdió en el tiempo De ahí que su fecha de nacimiento no se sepa con certeza mínima.
Cuando cumplió los 12 años, Lucas fue acogido por un monje en el monasterio de Santa María Latina de Agira, donde pasó su adolescencia, tomó el hábito monacal y se ordenó sacerdote. No se sabe con certeza si perteneció a los basilios o a los benedictinos.
Fue elegido abad de Agira, por sus virtudes, entre ellas el consejo. En un principio, Lucas rehusó al cargo, pero los monjes, agradados con su nombramiento, hicieron intervenir al Papa. Finalmente Lucas aceptó.
Con el tiempo, Lucas sufrió de ceguera progresiva, por causas desconocidas aunque siguió con su trabajo sin complicaciones mayores, acompañado de los monjes a su cargo.
Murió en el Monasterio de Agira, en el 800, aproximadamente, de causas naturales.

## Onomástico y Culto p̟úblico
Lucas es venerado en Agira, Sicilia, donde reposan sus restos actualmente. Fue enterrado en la Iglesia de San Felipe de Agira, al lado de Felipe, el exorcista, quién le dio nombre a la iglesia.
Fue consagrado como patrono de Nicosia, luego de que una epidemia en el año 1575, cesara por su intervención, según afirmaban los lugareños. En 1596, luego de algunos trabajos de excavación, fueron hallados los restos de Lucas, Felipe de Agira y de Eusebio el monje, con visibles señales de ocultamiento, posiblemente para evitar la profanación de los sarracenos en el siglo X.
Se cuenta una leyenda donde Lucas descubrió a los monjes rebeldes de su congregación, un día que predicó ante una multitud inexistente, motivado por sus monjes, que habían afirmado que había una multitud esperandolo. Finalizado el sermón, se dice que las piedras respondieron "Amén", y los monjes, horrorizados le pidieron perdón al abad.